# Paul Matić
Paul Matić (* 17. Mai 1967 in Wien) ist ein österreichischer Schauspieler.

## Leben
Paul Matić wurde als Sohn des Schauspielers Peter Matić und dessen Frau Louise, geb. Knaur, in Wien geboren. Er wuchs in Berlin auf und ging dort von 1987 bis 1990 auf die Schauspielschule „Der Kreis“. Es folgten erste Engagements am Landestheater Tübingen und am Deutschen Theater in Göttingen. Seit den 1990er Jahren ist er in Film, Fernsehen und Theater zu erleben. Ab 1994 spielte er am Burgtheater, zunächst bei Claus Peymann, später bei Klaus Bachler. Er arbeitete dort mit Regisseuren wie Sven-Eric Bechtolf, Giorgio Strehler, Achim Benning, Karlheinz Hackl. Ab 1996 war er in der Fernsehserie Schloss Orth als Pfarrer Sylvester Kolomann zu sehen. Es folgten Engagements in Berlin, Hamburg, Dresden und anderen deutschen Bühnen.
2005 bis 2007 spielte er am Volkstheater Wien. Seit 2005 arbeitet Paul Matić auch vermehrt für Fernsehen, Kino und Hörfunk und ist seit 2005 in der Serie SOKO Donau als der Oberstaatsanwalt Dr. Seiler zu sehen.
Am Wiener Theater in der Josefstadt war er u. a. in „Saison in Salzburg“, in „Die Judith von Shimoda“ oder in „Die Reise der Verlorenen“ zu sehen sowie in den Kammerspielen der Josefstadt 2019/20 in „Mord im Orientexpress“.
Paul Matić arbeitet neben dem Dasein als Theater- und Filmschauspieler auch als Singer / Songwriter.

## Filmographie (Auswahl)
- 1996: Kommissar Rex – Stadt in Angst
- 1996–1997: Schlosshotel Orth (Fernsehserie, 6 Folgen)
- 2002: Tatort: Zahltag
- 2005–2025: SOKO Donau (Fernsehserie, 48 Folgen)
- 2009: Mein Kampf
- 2010: Die Mutprobe
- 2011: Wie man leben soll
- 2011: Restrisiko
- 2011: Mein bester Feind
- 2011: Konterrevolution – Der Kapp-Lüttwitz-Putsch 1920
- 2012: Diamantenfieber oder Kauf dir einen bunten Luftballon
- 2012: Die Reichsgründung
- 2012: Die nervöse Großmacht
- 2015: Der letzte Sommer der Reichen
- 2015: Die Frau in Gold
- 2015: Chucks
- 2015: Käthe Kruse (Fernsehfilm)
- 2016: Pokerface – Oma zockt sie alle ab
- 2016, 2020: SOKO Kitzbühel – Mord-Rezepte, Herztod
- 2016: Deckname Holec
- 2016: Hannas schlafende Hunde
- 2017: Die Toten vom Bodensee – Abgrundtief
- 2017: Berlin Station
- 2018: Tatort: Die Faust
- 2018: Meiberger – Im Kopf des Täters – Geister
- 2025: Mord in Wien – Der letzte Bissen (Fernsehreihe)

## Hörproduktionen (Auszug)
- 2020: Wolfgang Amadeus Mozart & Leopold Mozart: Dero gehorsamster Sohn. Briefe von Leopold und Wolfgang Amadeus Mozart (Hörbuch, gemeinsam mit Peter Matić), der Audio Verlag, ISBN 978-3-7424-1334-5